# Калитовський Омелян Павлович
Калитовський Омелян Павлович (13 березня 1855, с. Бутини, нині Сокальський район — 18 березня 1924, Львів) — український педагог, освітній діяч, історик, доктор філософії, перший директор Тернопільської української державної гімназії (1901—1905).

## Життєпис
Народився 13 березня 1855 року в с. Бутини (Королівство Галичини та Володимирії, Австрійська імперія, нині Сокальський район, Львівська область, Україна) в сім'ї пароха с. Бутини о. Павла Калитовського. Брат Ієроніма Калитовського.
Закінчив німецькомовну гімназію у Львові (1873). У 1874—1878 роках студіював мову і літературу на філософському факультеті Львівського університету. Вчився разом із Іваном Франком, з яким відвідував, зокрема, такі навчальні курси, як «Про поетику Аристотеля», «Історія літератури руської XIII-XVI ст.», «Історія руської літератури XVII і XVIII століть». Професор університету Ксаверій Ліске прищепив Омеляну Калитовському зацікавлення світовою історіографією.
У 1877—1882 — заступник учителя німецької гімназії у Львові. З 1882-го — професор Академічної гімназії. У 1901—1905 — директор української державної гімназії у Тернополі. Згодом (1905—1913) — професор, викладач географії та історії, а в 1906—1911 роках — директор польської гімназії у м. Ряшів (нині Польща). Під час I світової війни, перебуваючи у Відні, в 1915—1916 роках провадив гімназійні курси для української молоді. Після повернення до Львова — член головного виділу товариства «Просвіта», співпрацював із різними часописами.
Автор першого україномовного підручника з географії, читанки німецькою мовою та інших посібників для гімназій і реальних шкіл, а також статей, рецензій, історіографічних оглядів у журналі «Зоря» (про творчість Тараса Шевченка, вчених Києво-Могилянської академії та ін.), «Przeglad Historyczny», «Archiv für slavische Philologie». Уклав збірник «Матеріали до руської літератури апокрифічної» (Львів, 1884). Був редактором журналу «Зоря» (1886—1887).
Помер 18 березня 1924 року у Львові (ЗУНР, окупована Польською Республікою, нині Україна).

## Публікації
- «Києво-Могилянська колегія в другій половині XVIII-ого віку» // Зоря. — 1885. — Ч. 1–4, 7,
- «Акти гродські і земські т. зв. Бернардинського архіву у Львові» // Зоря. — 1885. — Ч. 20,
- «До історії галицької Руси» // Зоря. — 1886—1887. — Ч. 21,
- «Старовинний Львів перед роком 1630» // Зоря. — 1891. — Ч. 14,
- «Географія для середніх шкіл» (Львів 1912),
- «Вправи німецькі для середніх шкіл» (Львів 1912).